# 貝沢駅
貝沢駅（かいざわえき）は、秋田県雄勝郡羽後町貝沢戸付（開業時は旧・雄勝郡三輪村貝沢戸付）にあった羽後交通雄勝線（旧・雄勝鉄道）の駅（廃駅）である。雄勝線の廃線に伴い1973年（昭和48年）4月1日に廃駅となった。

## 歴史
- 1928年（昭和3年）8月10日：雄勝鉄道湯沢駅 - 西馬音内駅間開通に伴い開業[1][2][3][4]。
- 1943年（昭和18年）10月16日：交通統合に伴い横荘鉄道の駅となる[2][3]。
- 1944年（昭和19年）6月1日：鉄道会社名を羽後鉄道に改称。路線名を雄勝線に制定。それに伴い羽後鉄道雄勝線の駅となる[1][2][5]。
- 1947年（昭和22年）
  - 7月23日：豪雨による路盤及び橋脚損壊により雄勝線全区間運休、当駅も営業休止となる[3][6]。
  - 8月14日：羽後山田駅 - 梺駅間が復旧、当駅も営業再開となる[3][6]。
- 1952年（昭和27年）2月15日：鉄道会社名を羽後交通に改称。それに伴い羽後交通雄勝線の駅となる[1][2][3][5]。
- 1973年（昭和48年）4月1日：雄勝線の廃線に伴い廃止となる[1][2][3][5]。

## 駅構造
廃止時点で、単式ホーム1面1線を有する地上駅であった。ホームは線路の西側（梺方面に向かって左手側）に存在した。転轍機を持たない棒線駅となっていた。
無人駅となっており、駅舎は無いがホーム南西側に待合所を有した。ホームは梺方にスロープを有し駅施設外に連絡していた。ホーム端は枕木による柵も設けられていた。

## 駅周辺
周囲は水田であった。
- 海蔵寺

## 駅跡
1995年（平成7年）時点では、道路になっていた。1999年（平成11年）時点でも同様で、すでに区画整理がされており、駅跡は残っていなかった。2010年（平成22年）10月時点でも同様であった。
また、当駅跡附近の線路跡は1999年（平成11年）時点では道路に転用されており、集落の西側にある直線の道路として確認できた。

## 隣の駅
羽後交通
雄勝線
羽後山田駅 - 貝沢駅 - 羽後三輪駅